# سيليا كوبي
سيليا كوبي (بالبرتغالية: Célia Coppi) مواليد 17 أبريل 1980، هي لاعبة كرة يد برازيلية تلعب كجناح أيمن. مثلت منتخب البرازيل لكرة اليد للسيدات. حققت المركز الأول في دورة الألعاب الأمريكية 2015.

## سجل المنافسة
شاركت في البطولات التالية:
- بطولة العالم لكرة اليد للسيدات 2015

## الميداليات
| الميدالية | المسابقة                    |
| --------- | --------------------------- |
| ذهبية     | دورة الألعاب الأمريكية 2015 |